# Старобельская швейная фабрика
Старобельская швейная фабрика - предприятие лёгкой промышленности в городе Старобельск Старобельского района Луганской области.

## История
В ходе электрификации СССР в конце 1924 года в Старобельске была построена первая городская электростанция мощностью 80 кВт, что обеспечило возможность развития местной промышленности. В результате, уже в 1925 году здесь действовали семь мелких объединений по обработке шерсти.
В ходе индустриализации 1930-х годов на базе кустарных мастерских была создана Старобельская швейная фабрика.
В ходе Великой Отечественной войны с 13 июля 1942 года до 23 января 1943 года город был оккупирован немецкими войсками, в это время город серьёзно пострадал - были разрушены и сожжены почти все промышленные предприятия, но сразу же после освобождения города началось его восстановление.
Швейная фабрика стала одним из первых восстановленных предприятий Старобельска, уже к 15 мая 1953 года она возобновила работу и начала выпуск продукции. Только в декабре 1943 года работницы фабрики сшили для военнослужащих РККА 585 шинелей и 314 гимнастёрок, а также отремонтировали 28 075 комплектов обмундирования.
После окончания войны, в соответствии с четвёртым пятилетним планом восстановления и развития народного хозяйства СССР швейная фабрика была расширена и оснащена новым оборудованием.
В 1959 году на фабрике была создана комсомольско-молодёжная бригада, в этом же году за производственные достижения ей было присвоено почётное звание "бригада коммунистического труда".
За годы семилетки (1959 - 1965 гг.) Старобельская швейная фабрика увеличила объёмы производства почти в два раза.
Коллектив швейной фабрики принимал активное участие в общественной и культурной жизни города, его благоустройстве и озеленении. На предприятии были созданы заводская библиотека и коллектив художественной самодеятельности (выступавший в городском Доме культуры).
В целом, в советское время швейная фабрика входила в число ведущих предприятий города.
После провозглашения независимости Украины государственное предприятие было преобразовано в общество с ограниченной ответственностью.

## Деятельность
Предприятие специализировалось на производстве мужской и женской верхней одежды, основной продукцией были пальто из шерстяных тканей.